# Ardclinis Church
Die Ardclinis Church ist eine ehemalige Kirche im Bezirk Causeway Coast and Glens in Nordirland. Sie steht im Townland Ardclinis (irisch Ard Claoininse), ungefähr in der Mitte eines rund dreihundert Meter breiten flachen Abhangs zwischen der Abbruchkante des Garron Plateaus und der Küste des Nordkanals, und etwas oberhalb der Antrim Coast Road im Abschnitt zwischen Carnlough und Waterfoot.

## Geschichte
Über die Geschichte der Kirche ist wenig bekannt. Als Schutzpatron gilt der heilige Macnissi, der 480 das Bistum Down gründete und hier begraben worden sein soll. Die urkundliche Ersterwähnung stammt aus den Jahren 1306/07 als Ecclesia de Ardglanys. 1622 wurde sie als im verfallenen Zustand beschrieben, 1657 als Ruine. Obwohl sie eine Pfarrkirche war, und sich das zugehörige Kirchspiel (parish) von Carnlough im Süden bis zum Nordrand des Glenariff erstreckte, kam es nicht zu einem Ersatzbau. Noch 1819 wurde berichtet, dass der zuständige Pfarrer seine Veranstaltungen unter freiem Himmel verrichte. Erst zu Beginn der 1830er Jahre wurde im Townland Gallanagh, am unteren östlichen Ende des Glenariff, eine neue Kirche für 300 Menschen errichtet.

## Heutiger Zustand
Von der Kirche, die eine Grundfläche von 18,10 auf 7,80 Meter hatte, sind heute nur noch Mauerreste bis zu einer Maximalhöhe von drei Metern vorhanden. Große Teile der Osthälfte fehlen völlig, ebenso das Dach. Umgeben ist sie von einem kleinen Friedhof mit insgesamt 14 Grabsteinen aus den Jahren 1754 bis 1910, die Gesamtanlage wird von einer Mauer umfasst. Kirche und Friedhof sind als Scheduled Monument ausgewiesen, ebenso Teile eines angrenzenden Wiesengeländes: hier lassen Spuren auf eine möglicherweise frühchristliche Einfriedung schließen.
Auf dem Gelände befindet sich ein Rag Tree, ein Baum, an dem Stofffetzen aufgehängt werden in der Hoffnung, dass ein Heiliger, eine Gottheit oder ein dort ansässiger Naturgeist einen Wunsch nach Heilung einer Krankheit erfüllt. In Ardclinis ist die Tradition jüngeren Datums, sie stammt vom Ende des zwanzigstens Jahrhunderts.

## Ardclinis Crozier
Traditionell mit der Kirche verbunden ist der Ardclinis Crozier, ein Krummstab aus dem zwölften Jahrhundert. Er soll noch 1760 im Fensterbereich gelegen habe, später kam er in private Hände. Seit 1961 wird er im Irischen Nationalmuseum in Dublin verwahrt. Dafür, dass er tatsächlich von Ardclinis stammt, gibt es keine Beweise, es gilt nach neueren Forschungen als unwahrscheinlich.